# Sådan gør de det
|  | Denne artikel er oprettet af botten PalnaBot ud fra en ekstern database. Den kan derfor have sproglige fejl eller mangler. Denne skabelon kan fjernes efter kontrol af indholdet. |

Sådan gør de det er en film instrueret af Ole Ørsted efter manuskript af Søren Strømberg.

## Handling
En kavalkade af gamle og nye pornografiske film. I filmen vil man se gamle pornofilm, som folk er kommet i fængsel for at have lavet, og nye film, som ophævelsen af censuren tillader os at se.